# Malčická tabule
Malčická tabule je geomorfologický podcelek Východoslovenské roviny.

## Vymezení
Podcelek zabírá rovinaté území ve střední části Východoslovenské roviny, a v rámci krajinného celku sousedí na západě s rozsáhlou Ondavskou nivou, jižním směrem navazuje Latorická a východním Laborecká rovina. Severním směrem leží Pozdišovský chrbát, který je součástí Východoslovenské pahorkatiny. 

## Chráněná území
V této části Východoslovenské roviny leží přírodní rezervace Slavkovské slanisko a národní přírodní rezervace Kopčianské slanisko. 

## Osídlení
Malčická tabule patří mezi středně hustě osídlené oblasti a mnohé obce se soustřeďují v okolí silnice Trhovište - Oborín. Druhá linie sídel prochází východní částí podcelku.

## Doprava
Severním okrajem prochází západo-východním směrem silnice I / 19, v jejíž trase vede i Evropská silnice E50. Na ni se připojují silnice III. třídy, ale také silnice II / 554, která vede z Trhovište jižním směrem k Oborínu, kde se připojuje na silnici II / 552. Rovinatým územím v severní části vede i železniční trať Trebišov - Michalovce, východním směrem vede trať Trebišov - Velké Kapušany.